# その時歴史が動いた (漫画)
『その時歴史が動いた』（そのときれきしがうごいた）は、NHKで放送されていた『その時歴史が動いた』の登場人物・時代背景・心情を史実に基づいて編集し、わかりやすくコミック化した漫画作品集。
発行はホーム社。販売は集英社。各ストーリーは1話完結の読み切り。文庫版は2010年7月現在、51巻に達している。文庫版の他に、季刊にて雑誌版（コミック特盛）が発行されることもあった。

## 書誌情報

### 単行本
- NHK「その時歴史が動いた」取材班編『NHKその時歴史が動いた コミック版』 ホーム社発行、集英社発売、全4巻
  1. 「天下統一・戦国編Ⅰ」 2002年5月発行、ISBN 4-8342-5062-8
    - 信長『桶狭間の戦い 織田信長・情報戦の大勝利』（画：帯ひろ志）
    - 秀吉『天下分け目の天王山 秀吉・必勝の人心掌握術』（画：本山一城）
    - 家康『大坂の陣・豊臣家滅亡す 家康・非情の天下取り』（画：狩那匠）

  2. 「女たちの関ヶ原・戦国編Ⅱ」 2002年5月発行、ISBN 4-8342-5063-6
    - まつ『前田利家の妻・まつの決断 加賀百万石・息子への教え』（画：帯ひろ志）
    - おね『秀吉の妻・おね 関ヶ原を動かす』（画：本山一城）
    - 細川ガラシャ『キリシタン女性 関ヶ原を揺るがす 細川ガラシャの悲劇』（画：井上大助）

  3. 「日本の曙・幕末編Ⅰ」 2002年6月発行、ISBN 4-8342-5068-7
    - 新選組『新選組参上！—池田屋事件に賭けた若者たち』（画：村上としや）
    - 高杉晋作『奇兵隊決起せよ！—高杉晋作・たった一人のクーデター』（画：狩那匠）
    - 坂本龍馬『坂本龍馬暗殺事件—魔の一瞬が歴史を変えた』（画：井上大助）

  4. 「明治黎明編」 2002年6月発行、ISBN 4-8342-5069-5
    - 土方歳三『土方歳三・北の大地に散る—戊辰戦争 最後の激戦』（画：井上大助）
    - 大久保利通『この難を逃げ候こと本懐にあらず—改革者・大久保利通 暗殺の悲劇』（画：本山一城）
    - 陸奥宗光『不平等条約を改正せよ—外務大臣・陸奥宗光の決断』（画：帯ひろ志）

### 文庫版
- NHK取材班編『NHKその時歴史が動いた コミック版』 ホーム社発行、集英社発売、全51巻
  1. 「戦国編」 2003年7月18日発売、ISBN 4-8342-7275-3
2002年5月に発行された単行本「天下統一・戦国編Ⅰ」と「女たちの関ヶ原・戦国編Ⅱ」を再録。
  2. 「幕末編」 2003年7月18日発売、ISBN 4-8342-7276-1
2002年6月に発行された単行本「日本の曙・幕末編Ⅰ」と「明治黎明編」を再録。
  3. 「改革者編」 2004年5月18日発売、ISBN 4-8342-7299-0
    - 大塩平八郎『役人の不正許すまじ—大塩平八郎決起の時』（画：ながいのりあき）
    - 菅原道真『天神・菅原道真政治改革にたおれる』（画：井沢まさみ）
    - 上杉鷹山『上杉鷹山ふたたびの財政改革』（画：むたこうじ）
    - 徳川吉宗『徳川吉宗執念の財政再建—米将軍・最後の決断』（画：あや秀夫）
    - 小栗上野介『改革に散った最後の幕臣小栗上野介—一本のねじから日本の夜明けは始まった』（画：大林かおる）
    - 田沼意次『改革者か、悪徳老中か?—田沼意次江戸の経済改革に挑む』（画：渡辺和幸）

  4. 「宿命のライバル編」 2004年5月18日発売、ISBN 4-8342-7300-8
    - 小次郎、宮本武蔵『小次郎敗れたり—決闘巌流島・宮本武蔵の執念』（画：鴨林源史）
    - 武田信玄、上杉謙信『激突 武田信玄と上杉謙信—川中島の戦い、両雄決戦の時』（画：小川おさむ）
    - 義経、源頼朝『弟・義経を討て—源頼朝・武家政権確立への決断』（画：ながいのりあき）
    - 秀吉、家康『秀吉・家康 たった一度の直接対決—天下取りの知恵くらべ』（画：谷口敬）
    - 淀殿、お初『さらば淀殿 お初の決断—運命に立ち向かった戦国三姉妹』（画：柳リカ）
    - 光秀、信長『敵は本能寺にあり—光秀はなぜ主君・信長を裏切ったのか』（画：たかや健二）

  5. 「策士・軍師編」 2004年8月10日発売、ISBN 4-8342-7302-4
    - 織田信長『肉を切らせて骨を断つ—織田信長・捨て身の復讐戦』（画：池原しげと）
    - 黒田官兵衛『秀吉に天下を取らせた男—黒田官兵衛 戦国最強のナンバー2』（画：谷口敬）
    - 源義経『源義経、大水軍を奪い取れ！—壇ノ浦の戦い、奇跡の逆転劇』（画：狩那匠）
    - 真田幸村『真田幸村 どん底からの挑戦—家康を追いつめた伝説の名将』（画：沖圭一郎）
    - 坂本龍馬『坂本龍馬 幕末の日本を動かす』（画：柳リカ）
    - 高杉晋作『高杉晋作 50倍の敵を制す必勝戦略—幕末長州・奇跡の逆転劇』（画：大林かおる）

  6. 「風雲戦国編」 2004年8月10日発売、ISBN 4-8342-7307-5
    - 千利休『戦国の茶人秀吉と闘う 千利休切腹の悲劇』（画：田辺節雄）
    - 春日局『春日局 徳川家康を動かす』（画：井沢まさみ）
    - 島津義弘『関ヶ原の戦い、決死の敵中突破 戦国の猛将 島津義弘、決断の時』（画：石井さだよし）
    - 伊達政宗『伊達政宗 百万石への挑戦』（画：ながいのりあき）
    - 淀殿『鎧をまとった母・淀殿の悲劇 裏切られた平和への願い』（画：田中雅人）
    - 本能寺の変『本能寺の変 信長暗殺!闇に消えた真犯人』（画：たかや健二）

  7. 「激動幕末編」 2004年9月17日発売、ISBN 4-8342-7311-3
    - 西郷隆盛『西郷隆盛、明治に挑む—西南戦争勃発の時』（画：萩原玲二）
    - 徳川慶喜『徳川慶喜・最後の決断』（画：大林かおる）
    - 久坂玄瑞『幕末、京都炎上—長州・久坂玄瑞、志に散る』（画：田中正仁）
    - 吉田松陰『志ある者 立ち上がれ—獄中の出会いが生んだ吉田松陰の思想』（画：狩那匠）
    - 新選組『新選組 鳥羽伏見に散る—旧幕府軍大敗北の真相』（画：柳リカ）
    - 白虎隊『白虎隊 自刃への三十六時間—生存隊士の手記が語る悲劇の真相』（画：谷口敬）

  8. 「三国志編」 2004年9月17日発売、ISBN 4-8342-7313-X
    - 諸葛孔明・赤壁の戦いなど『奇跡の風 長江に吹く 孔明の知略 天下三分の計』（画：小川おさむ）
    - 諸葛孔明・五丈原の戦いなど『死せる孔明 中国を動かす 千年の時を越える教え』（画：小川おさむ）

ほか、三国志人物辞典、故事解説などあり。
  9. 「中国英雄編」 2004年10月15日発売、ISBN 4-8342-7316-4
    - 始皇帝『始皇帝 希代のカリスマ・中国に立つ—秦王朝 天下統一のとき』（画：沖隆次）
    - 始皇帝『始皇帝 崩壊は絶頂の中から始まった—秦王朝 滅亡のとき』（画：沖隆次）
    - 項羽と劉邦『項羽と劉邦—天下を分けた運命の宴 鴻門の会』（画：たかや健二）
    - 項羽と劉邦『項羽と劉邦—勝利への60万人の大合唱 四面楚歌』（画：たかや健二）

  10. 「世界英雄編」 2005年1月18日発売、ISBN 4-8342-7321-0
    - カエサル『賽は投げられた—英雄カエサル ローマを変えた運命の決断』（画：西田真基）
    - クレオパトラ『クレオパトラ 世界帝国の夢—知られざる愛と誇りの決断』（画：安宅一人）
    - チンギス・カン『モンゴル帝国 草原の覇者チンギス・カン—ユーラシア統一への道』（画：小川おさむ）
    - ジャンヌ・ダルク『ジャンヌ・ダルク 戦いは我が愛のあかし—裁判記録が明かす聖女の遺言』（画：柳リカ）
    - ナポレオン『ナポレオン 皇帝への野望—戴冠式の一瞬に秘められた謎』（画：ながいのりあき）
    - 愛新覚羅溥儀『ラストエンペラー最後の日「満州国」と皇帝・溥儀』（画：狩那匠）

  11. 「幕末回天編」 2005年2月18日発売、ISBN 4-8342-7322-9
    - 井伊直弼『検証桜田門外の変 幕末大転換のとき』（画：たかや健二）
    - 大村益次郎『必勝の方程式、江戸を制す 大村益次郎』（画：池原しげと）
    - 黒船来航『大江戸発至急便 黒船あらわる 幕末日本の情報ネットワーク』（画：あや秀夫）
    - 勝海舟『勝海舟 江戸城無血開城はなぜ実現したか』（画：遠山光）
    - 榎本武揚『外交立国の志いまだ死なず 榎本武揚箱館戦争終結の決断』（画：牟田康二）
    - 東京奠都『幕末ニッポン幻の遷都計画 江戸か大坂か? 大久保利通の大改革』（画：渡辺和幸）

  12. 「乱世英雄編」 2005年3月18日発売、ISBN 4-8342-7325-3
    - 平将門『もう一つの日本を作った男—平将門 東国独立政権の謎』（画：ながいのりあき）
    - 平清盛『平清盛 早すぎた革新—平時政権誕生のとき』（画：沖圭一郎）
    - 北条政子『男たちよ、立て!—北条政子 演説の時』（画：安宅一人）
    - 北条時宗『北条時宗 起死回生の決断ーモンゴル軍壊滅の時』（画：小川おさむ）
    - 足利尊氏『乱世を制するリーダーの条件—湊川の戦い 足利尊氏苦悩の決断』（画：大林かおる）
    - 日野富子『日野富子 愛と憎しみの和解工作—応仁の乱を終結させた将軍の妻』（画：柳リカ）

  13. 「明治文化編」 2005年3月18日発売、ISBN 4-8342-7330-X
    - 夏目漱石『我が輩は小説家である 夏目漱石・東大辞表提出の時』（画：御堂司）
    - 正岡子規『正岡子規 余命十年で日本語を革新した男』（画：井沢まさみ）
    - 与謝野晶子『与謝野晶子『今ぞ目覚めて』情熱の歌人、女性の自立を宣言』（画：小だまたけし）
    - 福沢諭吉『サムライ・福沢諭吉アメリカに立つ!咸臨丸サンフランシスコ入港の時』（画：西田真基）
    - 岡倉天心『天心の恋 東洋の美を追い続けた男 岡倉天心』（画：谷口敬）

  14. 「戦国挽歌編」 2005年4月15日発売、ISBN 4-8342-7332-6
    - 家康『家康、人生最大の危機の3日間—大脱出！伊賀越えの先に天下が見えた』（画：たかや健二）
    - 秀吉『キリシタン禁制—秀吉・ヨーロッパと対決す』（画：天野タマキ）
    - 天正遣欧使節『日本の運命を背負った少年たち—天正遣欧使節・ローマ教皇謁見の時』（画：やまと虹一）
    - 島津氏・毛利氏・伊達氏『外様大名はこうして生き残った！—家康に勝利した逆転の戦略』（画：狩那匠）
    - 家康・秀吉『「関白」対「源氏長者」—家康・秀吉「姓」をめぐる知られざる攻防』（画：鴨林源史）
    - 家康・秀吉『新発見！大坂城は超ハイテク要塞だった—秀吉vs家康「堀」をめぐる攻防の真相』（画：田辺節雄）

  15. 「信長・秀吉・家康編」 2005年7月15日発売、ISBN 4-8342-7338-5
    - 信長『信長 執念の天下統一—大坂本願寺との十年戦争』（画：田辺節雄）
    - 家康『徳川家康 三方原の大ばくち—敗れて学ぶ、覇者の哲学』（画：谷口敬）
    - 信長・家康『信長と家康 そして同盟は幻と消えた？—長篠の戦い、戦国を変えた両雄の決断』（画：小川おさむ）
    - 秀吉『羽柴秀吉 なぞの敵前退却—賤ヶ岳合戦・勝利の秘策』（画：ながいのりあき）
    - 秀吉『豊臣秀吉 天下統一の必勝戦略—小田原攻めに秘策あり』（画：狩那匠）
    - 家康『夢は征夷大将軍—徳川家康・逆転の戦略』（画：あや秀夫）

  16. 「智将・猛将編」 2005年8月10日発売、ISBN 4-8342-7341-5
    - 源義経『義経はなぜ死んだのか 源頼朝と奥州藤原氏の攻防』（画：西田真基）
    - 楠木正成『我が運命は民と共に 悲劇の英雄 楠木正成の実像』（画：谷口敬）
    - 武田信玄『武田信玄 地を拓き水を治める 戦国時代制覇への夢』（画：ながいのりあき）
    - 織田信長・斎藤道三『信長と道三 改革者を生んだ非情の絆』（画：小川おさむ）
    - 徳川家康『関ヶ原合戦 家康なぞの大突撃 ヨーロッパ製甲冑の威力』（画：狩那匠）

  17. 「冒険・挑戦編」 2005年9月16日発売、ISBN 4-8342-7344-X
    - 伊能忠敬『伊能忠敬 56歳からの挑戦—日本地図誕生の時』（画：御堂司）
    - 二宮忠八『そして人は空を飛んだ—ライト兄弟に先がけた男・二宮忠八の挑戦』（画：小だまたけし）
    - 白瀬矗『日本人、南極の大地に立つ—白瀬探検隊・ゼロからの挑戦』（画：虎影誠）
    - 青木昆陽『日本を救ったサツマイモ—青木昆陽・飢饉救済に挑む』（画：大林かおる）
    - 濱口梧陵『百世の安堵をはかれ—安政大地震・奇跡の復興劇』（画：沖隆次）
    - 大黒屋光太夫『ロシア女帝が涙した帰国願い—日露交渉の扉を開いた大黒屋光太夫』（画：大和虹一）

  18. 「古代・中世の謎（ミステリー）編」 2005年10月18日発売、ISBN 4-8342-7347-4
    - 卑弥呼『邪馬台国の女王卑弥呼、動乱の中国に使者を出す』（画：柳リカ）
    - 聖徳太子『日出づる処の天子より—聖徳太子、理想国家建設の夢』（画：天野タマキ）
    - 大化の改新『ミステリー大化改新—蘇我入鹿暗殺の実像』（画：池原しげと）
    - 白村江の戦い『そして「日本」が生まれた—白村江・古代最大の対外戦争』（画：たかや健二）
    - 源実朝『実朝暗殺—歌人将軍は、なぜ殺されたか?』（画：狩那匠）
    - 運慶『「あうん」の呼吸はこうして生まれた—東大寺、金剛力士像完成の時』（画：井沢まさみ）

  19. 「忠臣蔵編」 2005年11月18日発売、ISBN 4-8342-7348-2
    - 『忠臣蔵、父と子の決断—赤穂浪士 討ち入りの時』（画：谷口敬）
    - 『「脱盟者」たちの忠臣蔵—忠義か人情か、人生の選択の時』（画：ながいのりあき）
    - 『忠臣蔵 お裁き始末記—忠義か、犯罪か？幕府がゆらいだ50日』（画：小川おさむ）

  20. 「日露戦争編」 2005年12月13日発売、ISBN 4-8342-7349-0
    - 『ロシア皇太子襲撃事件—近代日本をつくった裁判』（画：西田真基）
    - 『日露開戦 男たちの決断—明治日本 存亡をかけた戦略』（画：牟田康二）
    - 『二〇三高地の悲劇はなぜ起きたのか—新史料が明かす激戦の真相』（画：鴨林源史）
    - 『日本海海戦—参謀 秋山真之・知られざる苦悩』（画：田辺節雄）
    - 『逆転の極秘電報154号—知られざるポーツマス講和会議の真相』（画：渡辺和幸）

  21. 「戦国立志編」 2006年2月17日発売、ISBN 4-8342-7351-2
    - 北条早雲『戦国をひらいた男 北条早雲 56才からの挑戦』（画：西田真基）
    - 木津川口の戦い『信長の巨大鉄船、戦国の海を制す 織田水軍 VS 村上水軍、決戦大坂湾』（画：田辺節雄）
    - 武田勝頼『武田家滅亡の謎 戦国最強軍団はなぜ滅びたのか』（画：小川おさむ）
    - 石田三成『家康が最も恐れた男 敗者 石田三成の関ヶ原』（画：殿塚実）
    - 徳川家康『家康・天下を制した184通の書状 関ヶ原の合戦・知られざる情報工作』（画：三堂司）
    - 藤堂高虎『戦国 出世の方程式 藤堂高虎 大坂夏の陣の大勝負』（画：狩那匠）

  22. 「新選組・竜馬編」 2006年3月18日発売、ISBN 4-8342-7353-9
    - 新撰組・清河八郎『新選組誕生—幕末に青春をかけた男たち』（画：谷口敬）
    - 池田屋事件『ドキュメント池田屋事件—近藤勇・突入決断の真相』（画：沖圭一郎）
    - 松平春嶽『秘録・幻の明治新政府—維新を変えた激動の27日間』（画：池原しげと）
    - 近藤勇『新選組の夢、関東に散る—江戸城明け渡しの裏で何がおきていたのか』（画：宮前めぐる）
    - 武市半平太『幕末・土佐勤王党不滅の志—若者たちは変革に命を賭けた』（画：天野タマキ）
    - お龍『龍馬が愛した女—幕末、愛と別れの物語』（画：柳リカ）

  23. 「危機突破編」 2006年4月18日発売、ISBN 4-8342-7356-3
    - 大岡越前『実録・大岡越前—火事と闘った知られざる素顔』（画：田中正仁）
    - 宝暦治水事件『民を救った義士たちの物語—宝暦の治水・薩摩藩士の苦闘』（画：帯ひろ志）
    - 二宮金次郎『二宮金次郎天保の大飢饉を救う』（画：小だまたけし）
    - 田中正造『田中正造足尾鉱毒事件に挑む—環境保護運動ここに始まる』（画：大林かおる）
    - 南方熊楠『世界遺産熊野の森を守れ—南方熊楠・日本初の自然保護運動』（画：井沢まさみ）

  24. 「感動スポーツ編」 2006年5月18日発売、ISBN 4-8342-7358-X
    - 人見絹枝『奇跡の銀メダル人見絹枝—日本女子初メダル獲得の時』（画：西田真基）
    - 前畑秀子『前畑がんばれ—ベルリンオリンピックの光と影』（画：烏山英司）
    - ベルリンの奇跡『日本サッカーベルリンオリンピックの奇跡—世界を驚かせた逆転勝利』（画：宮前めぐる）
    - 沢村栄治・ベーブ・ルース『世紀の対決沢村対ベーブ・ルース—日本プロ野球誕生の時』（画：鴨林源史）
    - 鈴木惣太郎『プロ野球を作った男たち—昭和10年アメリカ遠征記』（画：渡辺和幸）
    - 正力松太郎・永田雅一『プロ野球を変えたホームラン—天覧試合オーナーたちの戦い』（画：殿塚実）

  25. 「世界史革命編」 2006年6月16日発売、ISBN 4-8342-7362-8
    - マリー・アントワネット『フランス革命 自由よ汝の名のもとに—マリ・アントワネットの悲劇』（画：柳リカ）
    - 孫文『秘められた革命工作—孫文を支えた日本人』（画：田辺節雄）
    - ラーマ5世『ニッポンに学べ!タイの“明治維新”—「王様と私」・ラーマ五世の苦闘』（画：鏡佳人）
    - フェルディナント皇太子『王宮の恋・サラエボに散る—世界大戦を招いた暗殺事件』（画：牟田康二）
    - レーニン・コルチャーク『列国の野望 シベリアを走る—ロシア革命・ソビエト成立までの混迷の5年』（画：池原しげと）
    - 
ガンジー『ガンジー 暴力の連鎖を断ちきれ!—自由への行進400キロ』（画：虎影誠）

  26. 「女たちの決断編」 2006年8月10日発売、ISBN 4-8342-7366-0
    - 千代『戦国の花嫁—山内一豊の妻・千代』（画：三堂司）
    - 天英院煕子『大奥 悲しみの果てに—徳川家宣正室天英院煕子の生涯』（画：高芝昌子）
    - 和宮『幕末のプリンセス・日本を救う—皇女和宮の悲願』（画：宮前めぐる）
    - 樋口一葉『恋・人生・そして小説—樋口一葉女性作家誕生の時』（画：井沢まさみ）
    - 津田梅子『津田梅子・女子英学塾設立の時—女性の真の自立をめざして』（画：殿塚実）
    - 川上貞奴『女優誕生—マダム貞奴、「オセロ」初演の時』（画：安宅一人）

  27. 「幕末・開化編」 2006年9月15日発売、ISBN 4-8342-7367-9
    - ジョン万次郎『鎖国の扉を開け ジョン万次郎』（画：小川おさむ）
    - シーボルト『海を越えた愛、日本を守る 新資料、シーボルト開国秘話』（画：柳リカ）
    - 廃藩置県『さらば殿様 廃藩置県 激動の内幕』（画：西田真基）
    - 散髪脱刀令『グッドバイちょんまげ 明治日本 文明開化騒動記』（画：大林かおる）
    - 木村安兵衛『明治天皇あんパンを食す リストラ武士木村安兵衛の挑戦』（画：ながいのりあき）

  28. 「誕生・創業編」 2006年10月18日発売、ISBN 4-8342-7369-5
    - 大隈重信・伊藤博文『汽笛一声・日本の産声 鉄道開通に賭けた若者たち』（画：田辺節雄）
    - 豊田喜一郎『走れ!AA型 国産自動車誕生物語』（画：萩原玲二）
    - ジョセフ彦『新聞誕生 幕末・ジョセフ彦の挑戦』（画：渡辺和幸）
    - 前島密『にっぽん郵便創業物語 前島密の挑戦』（画：三堂司）
    - 森有礼『「学校」誕生 初代文部大臣・森有礼の挑戦』（画：たかや健二）
    - 日比翁助『サムライ魂でデパートを創れ! 近代百貨店誕生物語』（画：みやぞえ郁雄）

  29. 「経済立国編」 2006年11月17日発売、ISBN 4-8342-7372-5
    - 白洲次郎『マッカーサーを叱った男—白洲次郎戦後復興への挑戦』（画：殿塚実）
    - 渋沢栄一『銀行は人びとのために—金融危機を救った渋沢栄一の決断』（画：小川おさむ）
    - 世界恐慌『1929年NY株価大暴落』（画：池原しげと）
    - 金子直吉『金融恐慌、日本を揺るがす—巨大商社、鈴木商店の挫折』（画：帯ひろ志）
    - 高橋是清『ダルマ大臣・高橋是清・経済危機と格闘す』（画：鴨林源史）

  30. 「維新の夜明け編」 2007年4月18日発売、ISBN 978-4-8342-7377-9
    - 阿部正弘『黒船来航日米交渉ここに始まる』（画：三堂司）
    - 薩英戦争『幻の大艦隊—イギリスから見た薩英戦争』（画：谷口敬）
    - 西郷隆盛『さらばサムライ—西郷隆盛徴兵制の決断』（画：井上大助）
    - 西南戦争『さらばサムライ—西南戦争・田原坂の真実』（画：井上大助）
    - 大久保利通『大久保利通・新生日本を救う—回避された「幻の日清戦争」』（画：牟田康二）
    - 板垣退助『板垣死すとも、自由は死せず—日本に国会を誕生させた不朽の名言』（画：宮前めぐる）

  31. 「逆転の戦国編」 2007年5月18日発売、ISBN 978-4-8342-7380-9
    - 武田信玄『完成・戦国最強軍団—武田信玄苦悩の生涯』（画：井上大助）
    - 織田信長『織田信長・勝利の方程式—真説・長篠合戦』（画：西田真基）
    - 真田昌幸『我が手に郷土を—真田昌幸・信州上田の市民戦争』（画：田辺節雄）
    - 羽柴秀長『シリーズ秀吉の家族1 もう一人の秀吉—豊臣秀長太閤記を演出した弟』（画：小川おさむ）
    - おね『シリーズ秀吉の家族2 戦国の母関ヶ原を決す—おね・豊臣政権生き残りへの道』（画：狩那匠）
    - 細川ガラシャ『神は我を救い給うか—キリシタン・細川ガラシャの生涯』（画：柳リカ）

  32. 「昭和史激動編」 2007年5月18日発売、ISBN 978-4-8342-7381-6
    - 浜口雄幸狙撃『昭和を揺るがした銃弾—ライオン宰相・浜口雄幸狙撃の時』（画：鴨林源史）
    - 満州事変『満州事変関東軍独走す』（画：帯ひろ志）
    - 盧溝橋事件『盧溝橋事件運命の四日間—中国派兵への重大決意』（画：殿塚実）
    - 斎藤隆夫『我が言は、万人の声—太平洋戦争前夜、日本を揺るがした国会演説』（画：大林かおる）
    - 松岡洋右『ぼく一生の不覚—三国同盟締結・松岡洋右の誤算』（画：池原しげと）

  33. 「昭和史戦争への道編」 2007年6月15日発売、ISBN 978-4-8342-7384-7
    - 真珠湾への道〈前篇〉『シリーズ真珠湾への道（前編）—山本五十六苦渋の作戦立案』（画：田中正仁）
    - ヒトラー情報『ヒトラー情報日本を揺るがす—「真珠湾」へのもう一つの道』（画：三堂司）
    - リヒャルト・ゾルゲ『スパイ・ゾルゲ最後の暗号電報—新資料が明かす国際スパイ事件』（画：虎影誠）
    - 真珠湾への道〈後篇〉『シリーズ真珠湾への道（後編）—山本五十六運命の作戦決行』（画：萩原玲二）
    - 最後の和平交渉『日米開戦を回避せよ—新資料が明かす最後の和平交渉』（画：渡辺和幸）
    - 最後の早慶戦『戦火をこえた青春の白球—学徒出陣前最後の早慶戦』（画：小林たつよし）

  34. 「歴史の選択編」 2007年7月18日発売、ISBN 978-4-8342-7387-8
    - 織田信長と明智光秀『本能寺の変—織田信長vs．明智光秀激突!改革か安定か』（画：小川おさむ）
    - 龍馬暗殺 幕府説と薩摩藩説『坂本龍馬暗殺黒幕は誰か?』（画：出月こーじ）
    - 川中島の戦い『川中島の戦い引き分けの謎』（画：殿塚実）
    - 平氏滅亡『平家はなぜ滅亡したのか』（画：狩那匠）
    - 忠臣蔵『赤穂浪士—討ち入り組vs．討ち入り不参加組』（画：井上大助）
    - 邪馬台国 畿内説と九州説『邪馬台国はどこか—近畿説vs．九州説』（画：小林たつよし）

  35. 「昭和史太平洋戦争編」 2007年7月18日発売、ISBN 978-4-8342-7388-5
    - 『ミッドウェー海戦の悲劇』（画：田辺節雄）
    - 『ガダルカナル島撤退　苦渋の選択』（画：宮前めぐる）
    - 『ゼロ戦・設計者が見た悲劇』（画：萩原玲二）
    - 『戦艦大和の悲劇』（画：小だまたけし）
    - 『ソ連対日参戦の衝撃』（画：みやぞえ郁雄）
    - 『さとうきび畑の村の戦争』（画：谷口敬）

  36. 「昭和史終戦・平和編」 2007年8月10日発売、ISBN 978-4-8342-7391-5
    - トルーマン『ポツダム宣言・米ソの攻防（1）原爆投下・トルーマンの決断』（画：牟田康二）
    - スターリン『ポツダム宣言・米ソの攻防（2）ソ連対日参戦・スターリンの焦燥』（画：池原しげと）
    - 昭和天皇・マッカーサー『昭和天皇とマッカーサー・会見の時』（画：みやぞえ郁雄）
    - 吉田茂『日本独立その光と影—吉田茂とサンフランシスコ講和条約』（画：渡辺和幸）
    - アインシュタイン『日本を愛したアインシュタイン・その悲劇』（画：虎影誠）
    - インディラ贈与『焼け跡にゾウがやってきた—海を越えた日本の子どもたちの夢』（画：ながいのりあき）

  37. 「勝負師・達人編」 2007年8月10日発売、ISBN 978-4-8342-7392-2
    - 東郷平八郎『運命の一瞬、東郷ターン—日本海海戦の真実』（画：田中正仁）
    - 白井義男・アルビン・R・カーン『焼け跡から生まれたチャンピオン—ボクシング白井義男とカーン』（画：鴨林源史）
    - 本因坊秀策『勝負師は志高く—棋聖・本因坊秀策の無敗伝説』（画：高芝昌子）
    - 宮本武蔵『兵法の道は人の道—宮本武蔵、「五輪書」完成への苦闘』（画：殿塚実）
    - 柳生宗矩『戦国の剣豪、太平を築く—柳生宗矩・「活人剣」の真実』（画：帯ひろ志）
    - 近松門左衛門『人間ドラマ誕生—近松門左衛門曽根崎心中』（画：西田真基）

  38. 「世界偉人編」 2007年9月14日発売、ISBN 978-4-8342-7394-6
    - マルコ・ポーロ『マルコ・ポーロは見た巨大国家の盛衰—「東方見聞録」誕生の時』（画：柳リカ）
    - ガリレオ・ガリレイ『それでも地球は動いたガリレオ・ガリレイの栄光と挫折』（画：牟田康二）
    - ベートヴェン『ベートーヴェン第九誕生!—民衆に自由を呼びかけた交響曲』（画：しろみかずひさ）
    - カラカウア王『幻のハワイ日本連合—カラカウア王・祖国防衛に賭けた生涯』（画：御堂司）
    - アラビアのロレンス『悲劇の英雄—“アラビアのロレンス”の真実』（画：高芝昌子）
    - ヘレン・ケラー『人生に絶望なし—ヘレン・ケラー来日の時』（画：狩那匠）

  39. 「古代黎明編」 2007年10月18日発売、ISBN 978-4-8342-7400-4
    - 飛鳥寺『古代の文明開化—1号寺院・飛鳥寺建立の戦略』（画：田中正仁）
    - 大化の改新『蘇我入鹿暗殺事件—実録・大化改新のクーデター』（画：出月こーじ）
    - 天武天皇『壬申の乱—天武天皇誕生の秘密』（画：田辺節雄）
    - 鑑真『誰がための仏教か—鑑真和上の宗教改革』（画：井沢まさみ）
    - 聖武天皇『帝と民の巨大プロジェクト—東大寺大仏聖武天皇の挑戦』（画：小だまたけし）
    - 菅原道真・藤原時平『ひらがな革命—国風文化を生んだ古今和歌集』（画：小川おさむ）

  40. 「決死の外交編」 2007年11月16日発売、ISBN 978-4-8342-7403-5
    - 高田屋嘉兵衛『日露衝突を回避せよ—高田屋嘉兵衛決死の交渉劇』（画：西田真基）
    - 開国『ニッポン開国』（画：ながいのりあき）
    - 児玉源太郎『秘められたメディア戦略—児玉源太郎日露戦争のシナリオ』（画：殿塚実）
    - 牧野伸顕『日本の夢、ベルサイユに散る—パリ講和会議・人種差別廃止提案の挫折』（画：宮前めぐる）
    - 加藤友三郎『日米攻防90日国際軍縮を実現せよ!—ワシントン会議・全権加藤友三郎の挑戦』（画：井上大助）
    - 吉田茂・マッカーサー『占領日本、運命を決した直談判—吉田茂とマッカーサー』（画：小川おさむ）

  41. 「修羅の戦国編」 2008年4月18日発売、ISBN 978-4-8342-7410-3
    - 上杉謙信『謙信恐るべし—信長が最も恐れた男・上杉謙信』（画：田辺節雄）
    - 村上武吉『海の関ヶ原—村上武吉・水軍に賭けた夢』（画：小川おさむ）
    - 柴田勝家『賎ヶ岳に散った夢—猛将・柴田勝家の悲劇』（画：田中正仁）
    - 黒田如水『天下は我が掌中にあり—黒田如水・もうひとつの関ヶ原』（画：井上大助）
    - 今川義元『天才信長をつくった男—今川義元・真説・桶狭間の戦い』（画：狩那匠）

  42. 「幕末奔流編」 2008年4月18日発売、ISBN 978-4-8342-7411-0
    - 高杉晋作『奇兵隊—幕末に命を賭けた若き庶民たち』（画：萩原玲二）
    - 天璋院篤姫『大奥 華にも意地あり—江戸城無血開城・天璋院篤姫』（画：井出智香恵）
    - 松平容保『義に死すとも不義に生きず—会津戦争 松平容保・悲運の決断』（画：殿塚実）
    - 伊藤博文『ニッポン外交力誕生—伊藤博文・神戸事件解決』（画：三堂司）
    - 佐野常民『傷ついた戦場の兵士を救え—佐野常民・日本初の国際人道支援』（画：牟田康二）
    - 緒方洪庵『緒方洪庵・天然痘との戦い』（画：大林かおる）

  43. 「源平争乱・元寇編」 2008年5月16日発売、ISBN 978-4-8342-7416-5
    - 源頼朝『源頼朝魔法の大逆転—富士川の戦い』（画：加藤礼次朗）
    - 源義経『源義経栄光と悲劇の旅路—北へ流浪の果てに』（画：春日光広）
    - 竹崎季長『モンゴル軍来襲・先駆けの功我にあり—九州武士竹崎季長の戦い』（画：池原しげと）
    - クビライ・ハン『大帝国の野望、博多に散る—大陸から見た蒙古襲来』（画：田辺節雄）
    - 孝謙天皇『悲しき女帝許されざる恋—道鏡事件の真相』（画：井沢まさみ）
    - 足利義満『中国と国交を回復せよ—足利義満の日明外交』（画：ながいのりあき）

  44. 「昭和史復興編」 2008年6月18日発売、ISBN 978-4-8342-7419-6
    - 並木路子『響け希望の歌声—戦後初の流行歌「リンゴの唄」』（画：谷口敬）
    - 下村治『所得倍増の夢を追え—高度経済成長の軌跡』（画：宮前めぐる）
    - 安保闘争『憲法九条平和への闘争—1950年代改憲・護憲論』（画：殿塚実）
    - 石橋湛山『冷戦の壁を破ろうとした男—石橋湛山・世界平和への願い』（画：狩那匠）
    - 重光葵『国際連合加盟—重光葵日本から世界へのメッセージ』（画：広井てつお）
    - 1964年東京オリンピック『東京オリンピックへの道—平和の聖火アジア横断リレー』（画：伴俊男）

  45. 「戦国・江戸の危機編」 2008年6月18日、ISBN 978-4-8342-7422-6
    - 伊達政宗『天下に旗をあげよ—伊達政宗・ヨーロッパに賭けた夢』（画：田辺節雄）
    - 島原の乱『それでも民は祈り続けた—島原の乱・キリシタンの悲劇』（画：井上大助）
    - 宗義智『対馬藩・決死の国書すり替え—朝鮮通信使秘話』（画：押山雄一）
    - 田中休愚・簑笠之助『シリーズ江戸時代の危機1 富士山大噴火—幕府・復興への闘い』（画：小川おさむ）
    - 長谷川平蔵『シリーズ江戸時代の危機2 天明の飢饉 江戸を脅かす—鬼平・長谷川平蔵の無宿人対策』（画：鴨林源史）
    - 市川團十郎 (2代目)『歌舞伎スタア誕生—二代目市川團十郎の挑戦』（画：西田真基）

  46. 「生命の守護者編」 2008年8月8日発売、ISBN 978-4-8342-7425-7
    - 北里柴三郎『伝染病から日本を守れ—細菌学者北里柴三郎の闘い』（画：三堂司）
    - イタイイタイ病『苦しむ患者を救いたい—イタイイタイ病裁判・弁護士たちの闘い』（画：ながいのりあき）
    - 深沢晟雄[1]『赤ちゃんを死なせない—乳児死亡率ゼロ・ある村の記録』（画：井出智香恵）
    - 荻野久作『生まれくる命そして母のために—荻野久作の受胎期発見』（画：富沢みどり）
    - 石井筆子『母の灯火小さき者を照らして—石井筆子・知的障害児教育の道』（画：小だまたけし）

  47. 「戦国武将の野望編」 2009年2月18日発売、ISBN 978-4-8342-7439-4
    - 戦国北条『百年王国の夢』（画：田辺節雄）
    - 福島正則『シリーズ 秀吉の猛将１ 戦国の風雲児 法の世に散る—福島正則・広島改易事件』（画：小川おさむ）
    - 加藤清正『シリーズ 秀吉の猛将２ 豊臣家存続の秘策—加藤清正・二条城会見』（画：鴨林源史）
    - 徳川四天王『徳川四天王に学べ！—組織のためにいかに生きるか』（画：井上大助）
    - 毛利一族『銀を制する者は天下を制す—毛利一族の戦い』（画：宮前めぐる）

  48. 「日本史のヒーロー編」 2009年3月18日発売、ISBN 978-4-8342-7440-0
    - そして日本はよみがえった～混迷を打ち破ったヒーローたち～
      - 織田信長『しがらみを断つ斬新な発想』（画：田中正仁）
      - 源頼朝『時代のニーズを形にする』（画：佐佐木あつし）
      - 聖徳太子『理想国家建設への道』（画：殿塚みのる）
      - 坂本龍馬『自由な行動力』（画：西田真基）
      - 大久保利通『古き人脈を断つ覚悟』（画：三堂司）
      - 渋沢栄一『銀行再生への道』（画：狩那匠）

    - 関ヶ原を揺るがした女性たち～決戦の裏に秘められたドラマ～
      - 前田利家の妻・まつ（画：安部大代）
      - 細川ガラシャ（画：安宅一人）
      - 北政所（画：井出智香恵）

  49. 「志士たちの幕末編」 2009年4月17日発売、ISBN 978-4-8342-7443-1
    - 幕末立志伝-今こそ変革の時
      - 『吉田松陰の挑戦』（画：小川おさむ）
      - 『久坂玄瑞の挑戦』（画：宮前めぐる）
      - 『高杉晋作の挑戦』（画：柳リカ）

    - 河井継之助『北越の蒼龍“明治”に屈せず-河井継之助地方自立への闘い』（画：井上大助）
    - 幕末・運命の愛-時代を創った男と女の物語
      - 『坂本龍馬の妻・お龍』（画：高芝昌子）
      - 『シーボルトとタキ』（画：富沢みどり）
      - 『皇女和宮』（画：井沢まさみ）

  50. 「もしも・決断の瞬間編」 2009年5月15日発売、ISBN 978-4-8342-7447-9
    - 戦い・その決定的瞬間―勝利の時・男たちは決断した
      - 織田信長―姉川合戦
      - 羽柴秀吉―天下分け目の天王山
      - 新撰組―池田屋事件
      - 東郷平八郎―日本海海戦

    - もしもその時―戦国・幕末編
      - 織田信長暗殺
      - 関ヶ原東軍勝利
      - 薩長同盟成立

    - もしもその時―古代・中世編
      - 蘇我入鹿暗殺
      - 壇の浦の戦い
      - 元寇・モンゴル敗退

  51. 「直江兼続と戦国興亡編」 2009年6月18日発売、ISBN 978-4-8342-7449-3
    - 直江兼続『戦国にかかげた“愛” 北の関ヶ原直江兼続の決断』（画：井上大助）
    - 浅井長政『怒れる民よ、信長を討て! 浅井長政 逆襲の京都包囲作戦』（画：田中正仁）
    - 大友宗麟『戦国の十字軍 キリシタン大名・大友宗麟の「聖戦」』（画：佐佐木あつし）
    - 大坂夏の陣図屏風『戦国の「ゲルニカ」 大坂夏の陣、惨劇はなぜ起きたのか』（画：小川おさむ）
    - 応仁の乱『応仁の乱、天下を滅ぼす 終わりなき“戦いの連鎖”』（画：西田真基）

### コミック特盛版
文庫版とは別に時折季刊で刊行された。各内容は文庫版と同じ。
- 2008年秋号
- 2008年冬号
- 2009年春号
- 2009年夏号
- 2009年秋号
- 2009年冬号
- 2010年春号

## iPhoneアプリ版
戦国時代・幕末の作品をピックアップしたiPhone向け電子書籍アプリが配信されている。